# 肉圓
肉圓（バワン）は、台湾のでんぷん料理、代表的な台湾料理の一つ。
肉餡をでんぷんの粉で包んで、蒸した後もう一度揚げて作った食べ物であり、甘辛ダレを掛けて食べる。

## 歴史
18世紀、中国からの移民が台湾の彰化県で作った食品が肉圓の始まりという。レシピは場所や店により様々であるが、豚肉とタケノコを混ぜた餡が定番である。餡を芋または米の粉で包んで蒸し、こうして弾力のある平たい団子を作る。
彰化県では、炕肉飯、猫鼠麺と合わせて「彰化三宝」と呼ばれる料理である。

## 日本での広まり

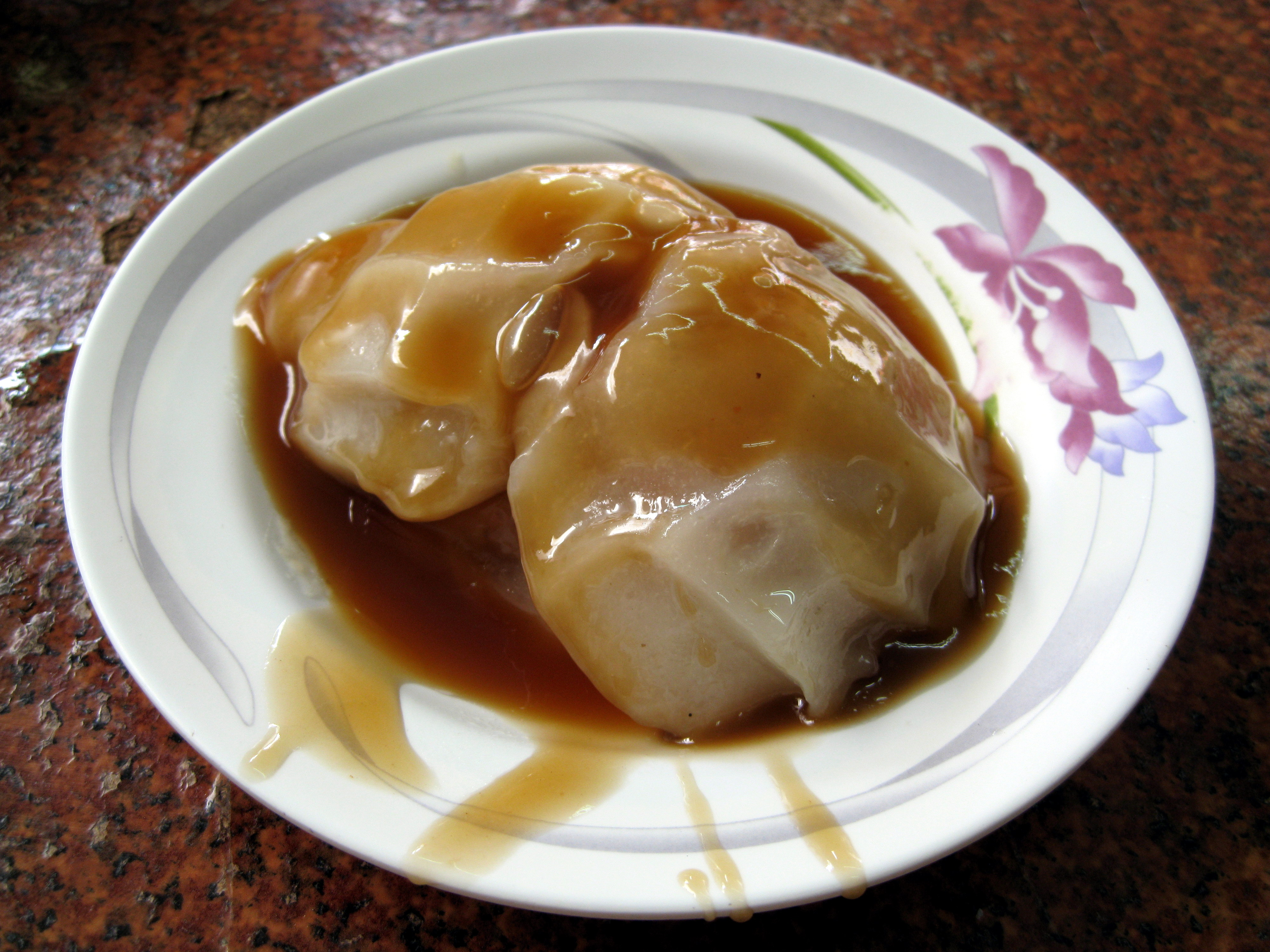
台南市の武廟の肉圓

ジブリ作品『千と千尋の神隠し』において、千尋の父がプニプニした謎の料理を食べているシーンがあり、それが肉圓であるという噂が2014年ごろに発生したが、これはまったく根拠の無い話であったことが同アニメの制作会社であるスタジオジブリより回答されている。
後に米林宏昌が明かしたところによれば、実際にはシーラカンスの胃袋だった。ただしシーラカンスは実際には食べられるような魚では無い。この噂の影響で台湾料理としての肉圓の知名度は高まり、逆に日本で広まってきていた。